# Vanessa (zoologia)
Vanessa Fabricius, 1807 è un genere di lepidotteri appartenente alla famiglia Nymphalidae, diffuso in tutti i continenti. 

## Etimologia
Il nome del genere deriva dal nome proprio di persona "Vanessa", creato da Jonathan Swift, di cui Fabricius era un ammiratore.

## Specie
Il genere comprende 21 specie
- Vanessa abyssinica (C. & R. Felder, 1867)
- Vanessa altissima (Rosenberg & Talbot, 1914)
- Vanessa annabella (Field, 1971)
- Vanessa atalanta (Linnaeus, 1758)
- Vanessa braziliensis (Moore, 1883)
- Vanessa buana (Fruhstorfer, 1898)
- Vanessa calliroe (Hübner, 1808)
- Vanessa cardui (Linnaeus, 1758)
- Vanessa carye (Hübner, 1812)
- Vanessa dejeanii Godard, 1824
- Vanessa dilecta Hanafusa, 1992
- Vanessa gonerilla (Fabricius, 1775)
- Vanessa indica (Herbst, 1794)
- Vanessa itea (Fabricius, 1775)
- Vanessa kershawi (McCoy, 1868)
- Vanessa myrinna (Doubleday, 1849)
- Vanessa samani (Hagen, 1894)
- Vanessa tameamea (Eschscholtz, 1878)
- Vanessa terpsichore Philippi, 1859
- Vanessa virginiensis (Drury, 1773)
- Vanessa vulcania Godart, 1819

Sono inoltre state descritte tre specie fossili: Vanessa amerindica (Miller and Brown, 1989), Vanessa attavina (Charpentier, 1843) e Vanessa fossilis (Nekrutenko, 1965).